# Nico, el ren que somiava volar
Nico, el ren que somiava volar (títol original en finès: Niko - Lentäjän poika; títol internacional en anglès: Niko & The Way to the Stars) és una pel·lícula d'animació de 2008, dirigida per Michael Hegner i Kari Juusonen i produïda per nombroses empreses com ara Cinemaker Oy o Anima Vitae. Es va estrenar el 10 d'octubre de 2008 a Finlàndia i distribuïda en aquest país per Nordisk Film Theatrical Distribution. Es va doblar al català i es va publicar el 23 de desembre de 2009 amb la distribució de Filmax a divuit sales cinematogràfiques, disset a Catalunya i una a Andorra. L'octubre de 2012 es va estrenar la seqüela Nico 2: Germà petit, problema gran (Niko 2 - Lentäjäveljekset).

## Argument
Nico és un petit ren que viu a la Vall dels rens en companyia de la seva mare. No ha mai vist el seu pare, que forma part de la llegendària Brigada del pare Noel composta de rens que tiren el trineu volador del Pare Noel. Nico s'entrena sense parar en volar, amb l'esperança d'unir-se un dia amb el seu pare, però els seus esforços són en principi infructuosos. Decideix finalment marxar a la recerca del seu pare, acompanyat del seu amic, un esquirol volador anomenat Julius. Tots dos, gràcies a l'ajuda de la mostela Wilma, arriben fins a la regió llunyana on s'aixequen les Muntanyes del Pare Noel. Però llavors han d'enfrontar-se a una banda de llops el cap dels quals, Llucifer, ambiciona reemplaçar el pare Noel.

## Repartiment
| Personatge              | Veu en finès         |
| ----------------------- | -------------------- |
| ren Nico                | Olli Jantunen        |
| esquirol volador Julius | Hannu-Pekka Björkman |
| llop negre              | Vesa Vierikko        |
| líder del ramat de rens | Tommi Korpela        |
| ajudant                 | Juha Veijonen        |
| pressa                  | Jussi Lampi          |
| Essie                   | Minttu Mustakallio   |
| Rimppa                  | Risto Kaskilahti     |
| mostela Wilma           | Vuokko Hovatta       |

## Recepció
El lloc AlloCiné dona al film una nota mitjana de 3,8 sobre 5 basada en disset crítics de premsa, de les quals catorze li donen una nota de 4 sobre 5 i tres una nota de 3 sobre 5.

## Premis i nominacions
El film obté diversos premis en festivals de cinema arreu del món. Rep el premi Cinékid al festival Cinékid d'Amsterdam 2008, i un premi CIFEJ amb esment especial al Festival del film per a nens de Oulu a Finlàndia ; l'any 2009, rep un premi Jussi als Jussy Awards a Finlàndia.